# Confédération générale du logement
Pour les articles homonymes, voir CGL.

La Confédération générale du logement (CGL), est une association française de consommateurs agréée sur le plan national dans le domaine du logement. Son agrément a été renouvelé pour 5 ans à compter du 6 août 2020 . Elle fut fondée dans le sillage de l'appel lancé en 1954 par l'abbé Pierre. Initialement, la CGL avait pour appellation UNASL (Union nationale d'aide aux sans-logis). La CGL siège en tant que représentante des consommateurs au Conseil national de la transaction et de la gestion immobilière (CNTGI) et à la Commission nationale de la concertation en matière locative . 

## Caractéristiques
Les autres associations de consommateurs agréées sur le plan national en matière de logement sont l'AFOC, la CLCV, la Confédération nationale du logement (CNL) et la Confédération syndicale des familles (CSF). 
Par rapport à ces autres associations, la CGL se distingue par les traits suivants : la volonté de créer un syndicalisme global du logement ; le souhait de développer le service public du logement pour assurer l'accès de tous à un logement décent ; la responsabilisation des usagers, appelés à prendre en main leurs intérêts. 
On peut repérer ces caractéristiques par la lecture des journaux internes successifs de la CGL, à savoir Des Toits et des Hommes, les Feuilles du mois, Action logement et CGL Mag.
Au cours de son histoire, la CGL a mis plus fortement l'accent sur une caractéristique plutôt qu'une autre, sans jamais renoncer officiellement à l'un de ces traits spécifiques.

### Syndicalisme global du logement
La CGL entend se centrer uniquement sur le logement, en appliquant le proverbe "qui trop embrasse, mal étreint" .
Parmi les associations qui se centrent sur le logement, la CGL se différencie par le fait qu'elle souhaite défendre les intérêts de tous les usagers du logement, des locataires sociaux aux accédants à la propriété. Ce fait a été énoncé clairement depuis plus de 40 ans : « l’esprit syndicaliste s’est affirmé à la C.G.L. dans la volonté d’être un mouvement unitaire, regroupant toutes les familles auxquelles se posent un problème de logement (mal-logés, locataires H.L.M. et divers, usagers de l’accession à la propriété, etc.) » et « La C.G.L. ne choisit pas entre locataires et accédants à la propriété, propriétaires individuels et copropriétaires occupants : elle DEFEND TOUTES LES CATEGORIES D’USAGERS ».
Toutefois, la CGL ne défend pas les bailleurs, car ces derniers ont des intérêts spécifiques. La CGL craint en effet de ces bailleurs, en cas d'inattention des défenseurs des locataires, divers abus de puissance économique .

### Droit au logement et service public
Depuis sa création, la CGL défend un service public fort pour protéger le droit de tous à un logement décent. Dès son congrès de Roubaix des 1er et 2 décembre 1956, lors duquel l'UNASL a adopté l'appellation de CGL, ce point a été souligné. 
En effet, la CGL s'est ouvertement opposée à ce que les habitats soient réduits au statut de biens marchands ordinaires sur lesquels on peut spéculer librement : « Le logement est un moyen de libération sociale et d’émancipation de la personne comme de la famille. Avant le droit de propriété – et parce qu’il est nécessaire à la vie – le logement constitue un droit inviolable et sacré. Une société fondée sur la seule notion de profit et de rentabilité foncière, ne peut que méconnaître un tel droit. Elle détourne les biens immobiliers de leur destination naturelle –le logement – pour les affecter à des opérations spéculatives ». 

### Emancipation et responsabilisation
La CGL s'inscrit dans le sillage de l'action de l'Abbé Pierre et est toujours membre d'Emmaüs France.
Dans cette optique, la CGL a pour objectif de rendre la parole et la dignité à tous : « le devoir d’une organisation comme la nôtre est de faire de tous ceux qui s’adressent à elle, quels que soient leur milieu, leurs antécédents, leur situation, des hommes et des femmes responsables, des hommes et des femmes qui sachent rester debout alors que la misère du logement écrase et amoindrit »
La CGL affirme depuis longtemps la nécessité de servir les usagers du logement pour leur permettre de prendre en main leur destin : « Il faut faire comprendre autour de nous la nécessité de s’organiser d’une manière permanente pour agir en faveur d’un véritable droit au logement pour tous, et pour l’autogestion dans ce domaine, ce qui veut dire la prise en charge de leurs intérêts par les intéressés eux-mêmes ».
Cela vaut aussi en matière de copropriété : « Pour que les abus des syndics cessent, il faut que les copropriétaires prennent en charge le fonctionnement de leur copropriété : pour cela, il faut créer une association affiliée à la CGL. Pour les petites copropriétés la CGL aide les copropriétaires à se passer de syndic et à gérer eux-mêmes leur copropriété ».
La CGL soutient donc la gestion de forme coopérative en copropriété (où le président du conseil syndical est le syndic)  mais cela passe par une préparation et une organisation des copropriétaires entre eux : « Nous voulons, à la CGL, que les copropriétaires soient maîtres de leurs affaires, et nous les invitons à se préparer à les prendre en main – mais ils ne le pourront qu’à la condition de se constituer en association ».

## Histoire

### De l'UNASL à la CGL

#### Naissance
À la suite de l'appel de l'abbé Pierre à la radio pendant l'hiver 54, des comités d'aide aux sans logis sont fondés. 
Ils assurent la défense des familles expulsées, le soutien aux squatters, l'appui des réquisitions, l'organisation de locaux d'accueil, des programmes de constructions rapides, portent des revendications auprès des pouvoirs publics... 
L'UNASL, qui regroupe ces comités, est officiellement créée en janvier 1955.
Le principal organe interne de l'UNASL était Des Toits et des hommes (Action avec les sans-logis et les mal-logés). Ce journal était élaboré par l'ASLAP (Aide aux Sans-Logis de l'Agglomération Parisienne).
Au sein de l'ASLAP, deux courants se font face rapidement.

#### Courant contestant les élites
Jean-Pierre CROUE, président de l'ASLAP, anime la mouvance des militants critiques à l'égard des élites institutionnelles. 
Ce faisant, il visait les administrations : « L’administration a toujours été le cadre rêvé du vaudeville ; Courteline ne me démentira pas » et, sur le squatt et les critiques administratives qu'il suscite : « La méthode n’était pas mauvaise si l’on en apprécie les résultats. Foin de coquetterie, chère Administration, et si, pour une fois, nous vous envoyons des roses, recevez les telles que nous vous les offrons ; nous n’avions pas le temps d’en enlever les épines. ». 
Jean-Pierre CROUE visait également l'establishment du logement : « Nous ne sommes pas près d’oublier la suffisance, la condescendance de quelques représentants de la propriété ‘‘bâtie’’ (attention, ronéo, n’écrivez pas ‘‘bâtée’’), de certains organismes H.L.M. ou patronaux. Molière n’aurait pas manqué d’y reconnaître ses meilleurs rôles, de Trissotin à Tartuffe ».
Il visait aussi les députés, prompts à soutenir la charte du logement de l'UNASL (issue du congrès des 26 et 27 novembre 1955) avant d'en oublier le contenu dès les élections législatives du 2 janvier 1956 passées : « Ce silence est une leçon. Il nous permet de mesurer l’effarante inconscience de nos élus et de nos gouvernants. Il nous met à l’abri des compromissions inutiles. Il nous dicte notre orientation et c’est vers un autre silence que celle-ci nous porte : vers cette détresse sans voix qui ronge le cœur les poumons de nos camarades privés d’un logement humain. Oui, ce silence là est autrement riche de sens et de portée que le mutisme de nos élus bien ou mal pensants. C’est le silence qui prépare les revanches de la Justice »

#### Courant des stratèges institutionnels
Face à cette approche, Guy THOREL, secrétaire général de l'ASLAP depuis sa fondation, propose une autre attitude. Il se pose d'abord en stratège institutionnel et prône la construction d'une organisation durable. Dès lors, il insiste sur 4 points.
Pour bâtir une structure solide, des cotisations sont nécessaires : « Adhérer signifie cotiser. En effet, il n’y a pas d’action efficace sans permanence, c’est-à-dire sans un minimum d’organisation. Cela a toujours été vrai. Ce l’est plus que jamais dans la société complexe dans laquelle nous vivons. Et qu’une organisation ne vit pas de l’air du temps, elle ne vit pas non plus de ressources exceptionnelles, elle vit et se développe de ressources régulières. [...] La perception de cotisations régulières auprès des adhérents, est, sans nul doute, l’un des moyens les plus sûrs pour demeurer nous-mêmes, pour que notre action apparaisse toujours bien nette et bien loyale, même aux moments les plus durs, pour que jamais nous donnions prise à la moindre suspicion sur les buts poursuivis »
Pour Guy THOREL, il fallait rompre avec l'esprit purement charitable porté par certains catholiques qui ont rejoint l'Abbé Pierre. Leur attitude était louable mais insuffisante pour lancer une organisation solide : « Depuis plus d’un an, nous répétons que nos organisations ne sont pas des associations charitables, ni des comités de bienfaisance, mais réellement des comités de lutte, de combat dans lesquels se retrouvent, fraternellement mêlés, sans-logis, mal-logés, bien-logés. [...] Ce n’est pas une poignée de militants, même extraordinairement dévoués, qui peut répondre à l’appel des familles. »
Le modèle prôné par Guy THOREL était donc la création d'une organisation reposant sur des salariés payés grâce à des cotisations qui portent une parole venue d'en haut devant transformer progressivement l'opinion, à l'opposé des militants critiques lançant des opérations de communication-choc : « La sensibilisation de l’opinion publique peut se faire par des moyens divers. L’action spectaculaire, et donc sporadique, secoue l’opinion, mais ne l’ébranle pas. [...] C’est par l’usage de la propagande orale et écrite, par la pratique de la solidarité, par l’excitation permanente de l’opinion, qu'au plan local sera réalisée la meilleure forme de pénétration dans les consciences et finalement d’entraide aux familles. »

#### Points d'accord
Guy THOREL et Jean-Pierre CROUE avaient néanmoins trois points d'accord.
Ils étaient défavorables à la spéculation immobilière. Le point de vue partagé par tous au sein de l'ASLAP est, sur ce point, résumé par Y.  ROLLAND pour lequel profiter de la hausse des prix des habitats : « cela équivaut, sur le plan du logement, à la spéculation sur la misère et les besoins vitaux. Surenchère sur les terrains, surenchère sur la vente d’appartements, surenchère sur la construction. Evidemment, le cœur ne peut pas toujours se concilier avec l’intérêt, on n’enferme pas son cœur dans son porte-monnaie !  [...] La liberté de chacun s’arrête où commence celle du voisin, et la non utilisation d’un bien vital pour d’autres constitue, du point de vue moral, un délit bien plus grave que l’usage de ce bien par des moyens apparemment illégitimes, en dehors de l’ordre établi. ‘‘L’ordre, c’est d’abord la justice’’. »
En outre, Guy THOREL et Jean-Pierre CROUE, indépendamment de leurs opinions religieuses personnelles qu'ils n'affichaient pas, ne souhaitaient pas agir sous l'emprise du clergé. Or, certains fondateurs de l'UNASL étaient proches de l'église catholique, voire carrément des paroissiens faisant au nom de l'ASLAP des quêtes en compagnie de leur curé, voire du Cardinal FELTIN   sans compter les abbés qui intervenaient directement dans les publications internes.
Enfin, Guy THOREL et Jean-Pierre CROUE n'avaient aucune tendresse pour le marchand de sommeil ordinaire, et notamment l'hôtelier louant des chambres dégradées qui, déjà durant les années 50, exploitait la détresse des ménages dépourvus d'un toit, d'où une lettre publique virulente adressée au président du syndicat des hôteliers-limonadiers après son refus d'instaurer avec les usagers une commission paritaire : « Relisant votre dernière lettre qui exprime, dites-vous, les réflexions attentives de votre organisme après une méditation de plusieurs semaines, je ne sais ce qu’il faut davantage en admirer : le blason de bon aloi où la présence d’un évêque est un appel à la dévotion ; l’ancienneté de votre fondation qui, si j’en crois vos références, remonte aux sources de la IIIe République ; ou plutôt la mesure de votre propos et la parure du style . [...] Depuis des mois, nous dénonçons le scandale des hôtels meublés, la dictature des marchands de sommeil. Des milliers d’hommes, de femmes, d’enfants subissent, sans pouvoir élever la moindre protestation, le chantage, les vexations, les représailles qu’une poignée de féodaux font peser sur eux dans nos grandes villes. [...] Ne dites pas que ce sont là faits d’exception ; cette misère inhumaine, selon votre propre expression, est le pain quotidien de vos ressortissants et l’on comprend que soucieux avant tout de leurs intérêts vous en refusiez la répartition. Mais où sont vos limonades d’antan ? »
La transformation de l'UNASL en CGL est basée sur ces trois points d'accord.

#### Le tournant de 1956-1957
Lors du congrès de Roubaix du 1er et du 2 décembre 1956, l'UNASL change sa dénomination pour devenir la CGL, un « syndicat du logement » sans aucune référence chrétienne (alors qu'il existe des syndicats chrétiens en France).
Le même congrès insiste sur le combat central de la CGL, le droit au logement : « Dire : droit au logement, c’est entendre que toute famille, de quelque condition qu’elle soit, doit pouvoir jouir d’un logement correspondant à ses besoins vitaux et moraux ». Cette affirmation est dans le sillage de la charte du logement de l'UNASL qui réclamait un logement décent pour tous en se basant sur le préambule de la Constitution de 1946 (10ème alinéa) en ce que la République « assure à l’individu et la famille les conditions nécessaires à leur développement ».
Enfin, le congrès de Roubaix réaffirme l'importance de la lutte contre la spéculation grâce au service public : « Le logement est un moyen de libération sociale et d’émancipation de la personne comme de la famille. Avant le droit de propriété – et parce qu’il est nécessaire à la vie – le logement constitue un droit inviolable et sacré. Une société fondée sur la seule notion de profit et de rentabilité foncière, ne peut que méconnaître un tel droit. Elle détourne les biens immobiliers de leur destination naturelle –le logement – pour les affecter à des opérations spéculatives ».
Dès la transformation de l'UNASL en CGL obtenue, Guy THOREL a rapidement pris l'ascendant au sein de l'ASLAP avec le départ de la présidence de Jean-Pierre CROUE .
Cette éviction est liée à l'hostilité avouée de Jean-Pierre CROUE à la guerre d'Algérie, hostilité qu'il affirmait y compris en rendant compte d'une réunion au Palais d'Orsay sur la question du logement : « A la quiétude des beaux messieurs décorés, à la bonne conscience de ces dames d’œuvre qui, avant le naufrage, se font une âme de pilleurs d’épaves, à ces épines penchées sur les épures de l’ordre social et de la rentabilité économique, nous préférons nos angoisses, nos insomnies, notre intransigeance, notre soif de justice. Sans doute est-il romantique d’opter pour le camp des victimes plutôt que pour celui des complices. Du moins, puisque voici venu le temps des assassins, il ne sera pas dit que le crime sera parfait et consommé sans bruit, que la voix des victimes aura été étouffée. C’est pour de bons sentiments, et au mépris de l’ordre établi, que sont morts ces derniers jours des milliers d’insurgés. Leur suprême appel n’est pas près de s’éteindre. »
Après le départ de Jean-Pierre CROUE, le journal Des Toits et des hommes comprend bien moins d'opinions et diminue en volume.

### De Guy THOREL à Alain RAILLARD

Années 1970 à Colombes.

#### Eclipse des débats internes
Guy Thorel, en tant que secrétaire général de l'ASLAP puis secrétaire général de la CGL puis président de la CGL, est la figure principale de l'histoire de la CGL jusqu'en 1980.
En 1958, il retrace l'histoire de la CGL en fustigeant les échecs des comités de sans-logis et en insistant sur le fait que, désormais, Des Toits et des hommes seront avant tout un outil de travail et un moyen de propagande à destination de la base pour la former et créer des « organisations compétentes ».
Lors du congrès de Tours de 1957, la CGL transforme l'hostilité à la guerre d'Algérie (très présente chez ses adhérents) en vœu pratique : pas de crédit pour les secteurs non vitaux : « Sans tomber dans la confusion des problèmes, tentation trop courante, le congrès n’a pas pu ne pas aborder par le biais d’interventions répétées et insistantes, une des causes importantes de la crise financière qui est à l’origine du manque de crédits pour la construction : la guerre d’Algérie. [Citant l'Abbé Pierre :] Ce n’est pas dans la domination par d’autres peuples que peut se fonder la santé, bien plus, la survie d’une nation. C’est d’abord par le service de ceux qu’écrase le désespoir en son propre peuple et sur sa propre terre… Qui pourrait croire que deux mobilisations, totales à ce point, peuvent être simultanément conduites efficacement dans une nation telle que la France ? ».
Désormais, le journal Des Toits et des hommes ne paraîtra plus à partir de la fin des années 1950.
À partir du début des années 1970, des feuilles du mois purement techniques sont diffusées.

#### Arrivée d'une nouvelle génération
Or, le 17 novembre 1977, la Confédération Nationale du Logement fait un communiqué de presse commun avec le PCF. La CGL, qui a désapprouvé ce procédé, devint un lieu de ralliement des militants progressistes du logement hostiles à un lien de dépendance politique aussi net vis-à-vis du PCF. 
La CGL est alors obligée d'énoncer à nouveau dans des revues soumises au dépôt légal ses positions tout en répondant aux attentes d'une nouvelle génération qui souhaite beaucoup plus s'exprimer directement sans se contenter des instructions techniques de l'appareil national.
Ce dernier s'en tenait à la position de Guy THOREL dont la parole officielle n'avait pas varié depuis la fin des années 1950, comme le montre le descriptif suivant : 
« La CONFEDERATION GENERALE DU LOGEMENT forme, en premier lieu, un faisceau de groupements de défense des usagers du logement.
Défendre des foyers et des familles dans leur logement et à propos de leur logement est la raison d’être de la C.G.L.. L’information, la représentation, la formation, l’entraide, les études de tous ordres ne prennent leur sens et leur véritable signification qu’en vue de cette action de défense.
La défense à deux aspects :
Elle consiste, en premier lieu, à faire respecter les droits que les textes législatifs et réglementaires, la jurisprudence et même parfois la coutume accordent aux occupants de logements. Il s’agit de droits acquis. Ce sont, par exemple, les textes qui régissent les loyers, les charges locatives, les contrats…, ceux qui concernent la copropriété ou encore, les rapports entre vendeurs et acquéreurs, entre accédants à la propriété et promoteurs, architectes, entreprises…
En deuxième lieu, il y a ce que nous appelons les droits imprescriptibles de la personne et de la famille, comme le droit au logement, qui ne sont pas encore reconnus ou le sont insuffisamment. Entre la propriété et la famille ou la personne, nous avons choisi les dernières. Nous n’entendons pas défendre des droits théoriques. Tout le monde maintenant, après la C.G.L., parle de droit au logement. Ce que nous voulons, c’est qu’il entre réellement dans la pratique, qu’il soit vraiment appliqué, qu’il ne souffre plus de discussion.
L’action de défense est une lutte quotidienne. En effet, sans cesse les droits acquis sont bafoués, sans cesse ils sont remis en cause, sans cesse il faut donc les faire respecter. Mais aussi, ces droits révèlent leur insuffisance, leur faiblesse. Entre la loi et les règlements d’une part, les familles d’autre part, il faut toujours choisir ces dernières, il faut avoir le courage d’opter pour l’illégalité quand l’intérêt légitime des familles est en cause.
La C.G.L. mène un combat difficile pour tous les usagers du logement, et parmi eux, pour tous ceux qui, à un titre ou à un autre, sont les plus malheureux. Cet aspect est donc très positif. Les conditions matérielles, juridiques, financières du logement doivent être améliorées. Les lois doivent être aménagées de telle sorte que le plus petit, le plus pauvre, le plus démuni de moyens bénéficie d’un logement convenable, et que chacun puisse jouir paisiblement du logement qu’il a loué ou acquis pour l’habiter lui-même. »

#### Soif de débats
Une telle présentation, malgré sa cohérence, ne suffisait plus. Un adhérent du 13e arrondissement déclare ainsi : « L’information ne passe pas comme elle le devrait. Surtout, elle ne remonte pas bien des sections au Secrétariat. Comment la faire parvenir ? C’est la mobilisation qui manque. Tout le monde s’accorde pour dire que les Feuilles du mois sont très bien faites et nous apportent la base des informations nécessaires. Mais elles sont anonymes. Nous y puisons des renseignements comme dans un livre. Elles ne peuvent remplacer un contact humain indispensable à la motivation du militant »
Cet adhérent fut entendu avec l'évolution des Feuilles du mois puis d'Action logement vers une publication mieux structurée où les débats étaient bien plus vifs, animés et pluralistes. Parmi les nouveaux dirigeants de la CGL qui ont porté cette évolution, il faut citer Marie-Françoise LEGRAND et Alain RAILLARD qui apparaissent à la commission nationale exécutive .
Dans le même temps paraît une tribune libre de M. DRILLON (de Briey), intitulée "Pour un débat de fond à la CGL". Citant les succès de la CGL sur le plan local en Meurthe-et-Moselle, il déclare « La C.G.L. nous a aidé à gagner, par les fiches techniques, par son expérience, mais pas par son organisation en tant qu’organisation nationale. Pourquoi ? Parce que l’organisation nationale C.G.L. n’existe pas.[...] La C.G.L., c’est la réunion de sections complètement autonomes ! C’est excellent, mais comme toute chose, ça peut devenir le contraire »
Le discours central purement technique et détaché du terrain a entraîné l'emprise sur les structures locales de militants enracinés face auxquels les autorités centrales de la CGL avaient moins de marge de manœuvre, puisqu'elles avaient besoin de cotisants.
Un autre adhérent, M. BOURCY de Loire-Atlantique, plus dans la ligne de Guy THOREL, a répondu à M. DRILLON. M. BOURCY a refusé que des directives nationales soient données et qu'elles impliquent une dynamique vers un changement de système politique. Pour M. BOURCY, les statuts définissaient les rôles des permanents, du bureau confédéral, de la commission nationale exécutive, de congrès et des structures régionales, départementales ou locales et il suffisait de s'y tenir. Pour le reste : « C’est justement l’originalité de la C.G.L. de ne demander ni aux militants, ni aux adhérents  quel parti ni à quelle religion ils appartiennent. Ceux qui ne sont pas d’accord peuvent s’en aller dans d’autres associations qui auraient d’autres principes. Il s’agit de dépanner et d’aider tous ceux qui ont des difficultés ».
Néanmoins, la commission nationale exécutive a compris l'attente d'une grande partie des adhérents. 
Elle a initié bien plus de débats internes, tout en fixant des limites : « La C.G.L. ne choisit pas entre locataires et accédants à la propriété, propriétaires individuels et copropriétaires occupants : elle DEFEND TOUTES LES CATEGORIES D’USAGERS ».
Guy THOREL a en effet compris qu'il allait devoir passer la main, non sans insister sur son cheval de bataille depuis plus de 20 ans, à savoir l'importance des cotisations pour financer un appareil chargé de former la base au moyen de directives venues d'en haut : « Le renouvellement des équipes dirigeantes doit être assuré par la formation et l’information permanente des adhérents et le financement par des cotisations suffisantes pour une action sérieuse et non par des aumônes ».

#### Apogée du courant autogestionnaire
Néanmoins, il devenait impossible, pour la direction sortante, d'empêcher la montée d'un courant autogestionnaire très fort qui retrouvait la fermeté des origines à l'égard de l'establishment du logement. Un adhérent refusait ainsi que la CGL ne se compromette en prétendant intégrer le mouvement HLM, car : « Les H.L.M. sont la création de patrons et de notables ».
Une longue présentation de l'Utopie foncière d'Edgard PISANI, alors sénateur socialiste, est ainsi effectuée (en sachant que cet ouvrage prônait l'instauration d'offices fonciers attribuant à chaque ménage la possession familiale d'un appartement sans droit de propriété sur le foncier) 
Marie Françoise LEGRAND est donc devenue présidente de la CGL à la suite d'un congrès où tous les débats qui ont traversé les décennies suivantes ont été abordés avec franchise, notamment le problème de l'autonomie des structures locales.
En mars 1981, la CGL vante l'habitat en autopromotion avec dissociation entre propriété et usage, disparition des intermédiaires commerciaux et clause antispéculative, soit des marqueurs de l'habitat autogéré des années 1970-1980 et de l'habitat participatif des années 2010 .
En compagnie de membres du conseil d'administration de l'ANAH (Agence Nationale pour l'Amélioration de l'Habitat), Guy THOREL et Marie-Françoise LEGRAND se rendent également en Suède pour y admirer la place des coopératives d'habitants ainsi que les pouvoirs plus grands que détiennent les locataires dans ce pays .
Ce faisant, la CGL était proche des idées d'une partie du PS et du PSU en faveur de l'autogestion et des coopératives d'habitation. Les membres de ce courant, qui existe encore, ont été qualifiés de défricheurs quelques années après 

#### Absence d'inféodation politicienne
Toutefois, il ne faut pas avoir de cette époque, qui fut l'âge d'or de la CGL, une vision faussée. La CGL n'est pas devenue unanimement la porte-parole de la gauche socialiste autogestionnaire.
Les proches de Guy THOREL restaient hostiles à toute récupération politicienne, car même s'ils admettaient que chacun puisse se porter candidat aux élections, ils mettaient en garde les adhérents : « Ce que la C.G.L. condamne, et par conséquent ne peut admettre, c’est de faire d’une responsabilité au sein de la C.G.L. un tremplin politique ».
Certains ironisaient même un peu à l'égard de la jeune génération proche de la troisième gauche rocardienne : « Il s’en faut de beaucoup qu’au sein des organisations constamment citées comme modèles, les divinités socialistes soient aussi loyalement honorées »
Néanmoins, après la victoire de la gauche en mai 1981, Marie-Françoise LEGRAND est entrée au cabinet de Roger QUILLOT, ministre du logement du nouveau gouvernement. Alain RAILLARD est alors devenu président de la CGL .
On note qu'Alain RAILLARD a été nommé au cabinet de Marie-Noelle LIENEMANN, alors ministre déléguée au logement, en avril 1992. Cela explique que Jeanne DEMOULIN ait pu estimer que la CGL était liée au PS , même si, on l'a vu, cette affiliation n'a jamais été partagée unanimement par tous les adhérents.
La CGL est reconnue en 1982 comme association de consommateurs représentative.
Désormais, les défis à relever se présentent de manière distincte selon que le chemin suivi est celui que proposait Guy THOREL, qui souhaitait de manière assumée une forme de standardisation isomorphique, ou celui de la cohérence autogestionnaire que prônait par exemple Régis ESTIENNE lors des présidences de Marie-Françoise LEGRAND et d'Alain RAILLARD.

## Défis actuels
Les deux cheminements proposés soit par Guy THOREL, soit par Régis ESTIENNE dans le passé, impliquent des conséquences différentes. 

### Standardisation isomorphique
Retraçant l'histoire de la CGL entre 1956 et 1980, Guy THOREL écrivait : « Aujourd’hui la Confédération Générale du Logement est une organisation de consommateurs parmi d’autres ».
Dans cette perspective, la CGL est censée se rapprocher du standard attendu des associations de consommateurs agréées en matière de logement. Elle ne pourrait qu'imiter les pratiques des structures même concurrentes qui interviennent dans le même champ d'activité. On peut parler d'isomorphisme, même si cette expression est issue du champ des mathématiques. 
Dans les sciences humaines, l'expression a été utilisée pour décrire l'évolution des structures de l'économie sociale et solidaire qui finissent par imiter les entreprises intervenant sur le même secteur de marché.
L'isomorphisme peut également affecter les associations de solidarité
Les militants autogestionnaires n'étaient pas du tout favorable à cette banalisation, puisque pour eux, la CGL était une organisation spécifique, à savoir la seule à défendre l'autogestion dans le domaine immobilier.
Cependant, ceux qui estimaient que la CGL était une organisation de consommateurs parmi d'autres étaient fondés à moins insister sur les caractéristiques fondatrices de la CGL. Les notions comme le syndicalisme global du logement, la défense du droit au logement et l'émancipation des citoyens au sein de collectifs organisés pouvaient être moins mises en avant. Ces grands traits devenaient alors des marqueurs historiques purement symboliques, tandis que les dirigeants et les salariés n'avaient plus qu'à se recentrer sur leurs intérêts directs.
Une adhérente de l'Aube adoptait cette attitude lorsqu'elle demandait que les journaux internes parlent moins de syndicalisme du logement et plus de la vie intérieure des associations affiliées existantes.
Une forme de standardisation entre associations de consommateurs agréées en matière de logement a d'ailleurs pu être décrite par Jeanne DEMOULIN qui constate l'émergence d'un discours technique partagé par les divers représentants de locataires, et même une forme d'homogénéité sociale et culturelle entre eux.
Cette situation implique des effets sur les plans de la représentativité, de la fidélisation, de la compétitivité, de la mobilisation et de la cohésion. 

#### Représentativité
Lorsqu'il a soutenu la constitution de l'UNASL qui allait devenir la CGL, l'Abbé Pierre a souhaité la constitution d'un grand mouvement de masse qui rassemble locataires, mal logés et propriétaires occupants : « Nous avons de bonnes raisons de ne pas être contents de la politique du logement. Ne nous laissons pas endormir, parce qu’un millième de ce qui n’était pas fait jusqu’à présent a été fait. Pour aboutir, il est extrêmement important que nous apparaissions bientôt de plus en plus comme une grande union nationale, comparable à celle des associations familiales ou à celle des grands syndicats. Il y a une bataille qui ne sera pas gagnée sans qu’une force de combat mordante, puissante, massive soit instituée. Cette puissance, nous ne l’acquerrons aussi que dans la mesure où, par le sacrifice de soi-même, on sera capable d’éveiller les énergies dans les masses. »
Quand Guy Thorel insiste sur l'importance de cotisations qui ne soient pas des aumônes, il n'était pas vraiment en phase avec cette vision. La famille mal logée, voire sans logis, qui était incapable de verser une cotisation substantielle, ne pouvait plus être attirée par une CGL telle que Guy Thorel la concevait.
Lorsque la CGL a soutenu la création du DAL en 1990, c'était d'ailleurs pour tirer la conséquence de cette nouvelle approche avec une forme de partage des tâches. Le combat revendicatif et la mobilisation des publics fragiles étaient laissés au DAL avec un soutien symbolique bienveillant émanant de la CGL.
Le risque est que les millions d'habitants concernés par le mal logement et la lutte contre les marchands de sommeil ne voient plus en la CGL un interlocuteur capable de les représenter.

#### Fidélisation
Une autre défi doit alors être relevé, y compris par rapport aux propriétaires occupants.
Si la référence à l'Abbé Pierre devient purement décorative, on peut se demander pourquoi les adhérents iraient à la CGL plutôt qu'à l'AFOC, à la CLCV, à la CNL ou à la CSF.
La CGL peut alors faire l'objet d'une forme de zapping de la part de consommateurs qui y viennent momentanément pour régler leurs problèmes avant de s'en aller. Comme le disait un dirigeant local CGL dans l'Aisne : « La C.G.L. devrait être une très grande organisation si tous ceux qui, ayant fait appel à elle, avaient adhéré ou renouvelé leur adhésion. Hélas ! Trop souvent, nous n’enregistrons que des passages sans engagement, nous faisons de l’assistance. »
La tentation est ensuite d'avoir deux CGL qui coexistent au sein de la même organisation : une qui repose sur des amicales de locataires surtout concernées par l'habitat social, l'autre qui accepte au niveau central des adhésions individuelles pour des cotisations substantielles. Ces adhérents individuels peuvent parfois attendre une prestation de conseil et d'assistance. Dès que ces adhérents ne sont pas satisfaits ou qu'ils ont obtenu ce qu'ils cherchaient, ils sont tentés de partir.
Face à ce défi, certains adhérents ont pensé utiliser les identités culturelles des quartiers homogènes comme supports de mobilisation. Pierre BOGAERT, en 1986, expliquait qu'il fallait accepter des quartiers à dominante musulmane, la France devant devenir multiculturelle .
D'autres adhérents ont résisté à cette vision, en y opposant l'importance d'un creuset commun.
Au sein de la CGL, la volonté de bâtir l'autogestion pouvait servir de creuset, mais dès que cette idée centrale disparaissait, l'adhérent risquait de se transformer en client et les salariés en prestataires.

#### Compétitivité
Face à un adhérent qui vient obtenir une prestation en échange d'une cotisation, on ne peut parler ni de représentativité de la CGL, ni de fidélité des membres de l'organisation à celle-ci.
C'est la complexité de la vision défendue par Guy THOREL. D'un côté, il insistait sur l'importance de l'appareil et sur l'obéissance due à ce dernier. De l'autre, il n'évoquait pas le fait que si l'appareil ne faisait pas ses preuves, les adhérents en étaient réduits à la position de consommateurs devant faire un choix sur un marché.
Ainsi, lors du congrès de la CGL des 11 au 13 novembre 1977, diverses actions nationales ont été envisagées (maintien dans les lieux des locataires, plafonnement des loyers, création de commissions paritaires locataires propriétaires, plus grande relation entre ressources et loyers, lutte contre la spéculation foncière). Guy THOREL a commenté : « Vous êtes tous concernés par ces points. Votre appartenance à la CGL vous contraint de soutenir ses actions, de les faire connaître et par là même de faire connaître la CGL autour de vous. »
Cette idée d'une hiérarchie disciplinaire peut tenter certains adhérents formés lors de cette période. Or, cela pose une difficulté majeure, au-delà du fait qu'une personne qui ne prend pas une décision ne se sent pas forcément solidaire de celle-ci.
Le droit du bail d'habitation est technique et exige une étude sérieuse de la jurisprudence. Celui qui prétend exercer une autorité pour changer ce droit doit régulièrement prouver ses connaissances de manière étayée. S'il ne le fait pas, il devient moins compétitif que les autres, et les militants sincères de la cause sont tenus d'aller voir ailleurs.
De la même manière, une association de consommateurs agréée dans le domaine du logement a droit de donner des consultations juridiques si elles se rapportent directement à son objet.
Le marché de la consultation juridique est extrêmement concurrentiel et de nombreux acteurs y ont appris à faire leurs preuves notamment sur internet. 
Le choix du cheminement proposé par Guy THOREL est possible, mais il oblige la CGL, si elle veut soit vendre de la consultation juridique, soit exercer une autorité sur la base, à faire ses preuves par comparaison avec des spécialistes qui s'expriment beaucoup. 
Ce travail peut être difficile sur le terrain local.

#### Mobilisation
Quand la CGL choisit de se conformer à une certaine standardisation, la légitimité des intervenants y devient surtout technique.
Le langage tenu peut alors être moins enthousiasmant. Cette difficulté se pose aussi pour les autres associations de consommateurs agréées dans le domaine du logement.
Surtout, les acteurs locaux ne sont pas forcément juridiquement formés et aptes à débattre avec les auteurs les plus reconnus dans les revues spécialisées que lisent les agents publics sur le terrain.
Ceux qui pourront fournir cet effort de formation vont acquérir une position spécifique.
La place des salariés, en particulier, devient essentielle.
Comme l'on montré Bénédicte HAVARD-DUCLOS et Sandrine NICOURD, plus il y a de salariés, plus les enjeux associatifs sont reformulés autour de la survie des emplois.

#### Cohésion
Le modèle prôné par Guy THOREL implique donc des contraintes importantes sur les intervenants nationaux qui sont au contact direct d'adhérents individuels surtout venus pour bénéficier d'un soutien spécifique.
Parallèlement, les amicales de locataires qui sont dynamisées par la convivialité d'immeuble, ne sont pas préoccupées par les mêmes enjeux. Il est difficile de demander à un dirigeant d'amicale de locataires en HLM de s'occuper d'un adhérent individuel copropriétaire, par exemple, d'autant que le droit de la copropriété est complexe, fluctuant et très riche sur le plan jurisprudentiel.
Pour ne rien arranger, la sociologie des copropriétaires ou des accédants à la propriété n'est pas toujours la même que celle des locataires. Les amicales constituées par ces derniers peuvent avoir une coloration culturelle spécifique en rupture avec les autres publics visés par la CGL à sa création.
Dans le but de satisfaire le public des adhérents individuels sur le terrain, la constitution d'équipes dédiées peut donc paraître nécessaire. 
La tentation de ces équipes pourra être de prendre du champ avec la direction nationale dont l'intervention ne leur apporte rien. Les interlocuteurs de la CGL peuvent ensuite être surpris de l'émergence de structures issues de la CGL mais en rupture avec elle. Dans un arrêt du 20 octobre 2011 publié au bulletin, la 1ère chambre civile de la Cour de cassation a dû trancher dans une affaire de ce type .

### Cohérence autogestionnaire
Au vu des difficultés du cheminement proposé par Guy THOREL, même s'il garde son attrait à court terme pour recruter des adhérents consommateurs, la tentation peut être de renouer avec l'âge d'or autogestionnaire de la CGL, lorsque le militantisme était plus fort et la répartition de l'implantation sur l'ensemble du territoire plus satisfaisante.
En effet, quand le ciment idéologique autogestionnaire est perdu, la fidélisation des adhérents au sein de la CGL devient plus difficile.
Toutefois, cela implique de dépasser la conception purement utopiste de l'autogestion, tout en reconquérant une légitimité historique, ce qui nécessite un nouveau sens de la transmission et un souci de performance pour répondre aux difficultés concrètes de nombreux habitants.

#### La fin des utopies
Comme l'a expliqué Pierre Rosanvallon dans son cours au Collège de France du 10 janvier 2018, la thématique de l'autogestion s'est usée. Elle a été présentée comme une utopie libertaire. C'était oublier l'importance des mécanismes organisationnels à mettre en place pour concrétiser une véritable autogestion.
Même à la CGL, ce phénomène d'usure est apparu dès le milieu des années 1980, en lien avec la désillusion liée à l'exercice du pouvoir par la gauche. La CGL ne fait, dans ce cadre, pas exception par rapport aux autres structures proches de ce que l'on appelait la 3e gauche.
Le cheminement autogestionnaire que préconisait Régis ESTIENNE dans les années 1980 impose la prise en compte de cette évolution. Désormais, il convient, pour ceux qui veulent renouer avec l'autogestion, de constituer des collectifs autonomes sur le terrain. Leur fidélité à la CGL sera assurée par la légitimité historique de l'organisation, légitimité que cette dernière doit reconquérir.
Le temps où l'autogestion était un simple slogan permettant de légitimer des dirigeants militants et des animateurs se transformant en prestataires est terminé, comme l'ont montré dès la fin des années 1980 les disciples d'Albert Meister quand ils relevaient, au sein des organisations prétendument autogestionnaires des années 1970 : « Peu à peu les enthousiasmes se relâchent, les individus  se centrent davantage sur leurs problèmes personnels, ceux qui ont été élus s'aperçoivent qu'ils portent beaucoup plus la charge du groupe et veulent des récompenses et progressivement, se les approprient [...] Peu à peu les militants d'antan, élus et réélus aux postes de responsabilités, se transforment en clergé, tâchant de susciter une participation populaire qui n'est plus spontanée, essayant de prolonger, souvent en dramatisant, le climat d'autrefois. Ces élus sont d'ailleurs eux-mêmes de moins en moins militants, car ils font partie de la nouvelle structure, ils contrôlent l'appareil, ils sont les permanents et, pour les distinguer des militants, on peut réserver le nom d'animateurs à ceux qui, par leur fonction, ont charge d'animer les membres, la base, le peuple... Un peu de la même manière qu'un bon vendeur anime les clients qui se trouvent de l'autre côté de son comptoir ».
Or, quand les dirigeants d'une structure se transforment en animateurs sans donner un pouvoir organisationnel concret à chaque adhérent, ils ne sont plus des autogestionnaires mais des prestataires qui tentent de séduire des clients passifs. L'autogestionnaire cohérent doit donner du pouvoir à des groupes autogérés. Tel est le défi que devra relever la CGL si elle souhaite renouveler avec son discours autogestionnaire explicite des années 1980. 

#### Aléas de la légitimité historique
Ce sera d'autant plus difficile qu'en matière immobilière, l'histoire de l'autogestion est très spécifique. Ainsi, l'autogestion en copropriété exige des connaissances techniques solides et une maîtrise démontrée de l'actualité jurisprudentielle.
Tandis que la CGL passait sous le contrôle de Guy Thorel entre 1957 et 1980, elle a oublié de participer aux débats devant le Parlement et dans les revues spécialisées. Michel Thiercelin, totalement en dehors de la CGL, fut celui qui a obtenu l'insertion dans la loi du 10 juillet 1965 de la gestion de forme coopérative en copropriété . 
La nature ayant horreur du vide, la FSCC (Fédération des Syndicats Coopératifs de Copropriété), fondée en 1970, et l'ANSCC (Association Nationale des Syndicats Coopératifs de Copropriété) fondée en 1980 ont pu se développer dans l'espace autogestionnaire un temps abandonné par la CGL, en lançant notamment des unions coopératives de services visant à aider de manière fiable les groupes de copropriétaires autogestionnaires.
Alors que la CGL avait été fondée pour être un grand mouvement défendant aussi les copropriétaires, elle a laissé sans réagir la loi être modifiée de manière fréquente et souvent maladroite en matière de gestion de forme coopérative en copropriété .
Ainsi, lorsqu'en 1985, la loi sur la copropriété a été modifiée concernant les syndicats coopératifs, la CGL n'a pas relevé la dangerosité de la mention selon laquelle, pour adopter la gestion de forme coopérative, il fallait que la possibilité soit donnée par le règlement de copropriété, à rebours de ce que souhaitait le rapporteur de la loi de 1985 Gilbert Bonnemaison. La CGL a juste constaté que l’existence d'un conseil syndical devenait la règle et son absence l'exception . On note que depuis l'ordonnance du 30 octobre 2019, la forme coopérative peut être adoptée sans que cela n'ait à être prévu dans le règlement de copropriété.
Le gouvernement en a décidé ainsi spontanément, car les structures concurrentes de la CGL nées dans les années 1970 et 1980 se sont éloignées du champ spécifique du soutien aux autogestionnaires authentiques, c'est-à-dire ceux qui prônent « la prise en charge de leurs intérêts par les intéressés eux-mêmes ».
La CGL a de nouveau le champ libre pour rassembler les autogestionnaires en prétendant être légitime à le faire. Encore faut-il qu'elle ait gardé les ressources nécessaires à la transmission d'expérience entre les autogestionnaires des années 1980 et ceux d'aujourd'hui.

#### Transmission
La position de la CGL est facilitée par l'émergence d'un discours des professionnels de l'immobilier qui proposent de fournir du conseil aux autogestionnaires. 
Or, une telle intervention est contraire à l'idée de base de l'autogestion, qui est la distinction des intérêts des prestataires et de ceux des usagers du logement, d'où l'encouragement fait aux usagers à prendre en main leur destin.
Lorsqu'un professionnel prétend conseiller un autogestionnaire, notamment en copropriété, c'est un conflit d'intérêts . 
L'intérêt du professionnel n'est pas de voir se développer l'autogestion, d'où la teneur discutable des conseils qu'il va donner. Placer le professionnel dans cette situation revient même à le mettre en délicatesse avec ses obligations déontologiques.
La CGL dispose d'atouts certains en pouvant relever qu'elle a parlé d'autogestion bien avant les autres et qu'elle a créé des groupes affiliés autogérés sur le terrain, comme se proposait de le faire Alain RAILLARD . 
Dans cette perspective, elle ne se trouve pas en situation de conflit d'intérêts avec les autogestionnaires, à l'inverse des professionnels.
Encore faut-il que les acteurs témoins de cette dynamique puissent tenir ce discours afin d'attirer vers la CGL les nouveaux autogestionnaires. Or, le temps passe. Ainsi, Alain RAILLARD est décédé en 2011.

#### Performance
Quand bien même les grands témoins de l'autogestion des années 1980 parviendraient-ils à passer le flambeau autogestionnaire dans le giron de la CGL, un autre point doit être souligné.
La gestion de forme coopérative que la CGL défend explicitement depuis plusieurs décennies, implique des connaissances techniques qu'il faut maîtriser en donnant la preuve du suivi de la jurisprudence et du cadre normatif, notamment.
D'autres sujets sur lesquels la CGL souhaitait être en pointe dès 1956 sont devenus extrêmement complexes du fait de l'enchevêtrement des lois nouvelles.
Un travail considérable de présentation de la position de la CGL sur les règles touffues concernées devra être réalisé.

#### Reconnexion avec la périphérie
Au défi de la complexité technique s'ajoute la capacité à parler aux publics victimes des effets de l'urbanisation anarchique, notamment au sein de La France périphérique. Dans une démarche autogestionnaire, les habitants de ces espaces ne doivent plus être considérés comme des individus isolés devant cotiser lourdement en échange d'un suivi évidemment moins compétitif que celui que peut fournir un avocat bien rétribué. Au lieu d'être atomisés, les citoyens doivent être réintégrés dans le débat collectif.
La CGL doit donc renouer avec les avertissements qu'elle adressait sur les mises en copropriété maladroites.
La CGL pourrait alors devenir un acteur pilote pour lancer un vrai dialogue préalable entre citoyens et décideurs en amont des projets d'expansion ou de densification urbaine. Ce faisant, elle s'inscrirait dans la dynamique prônée par divers auteurs après le difficile conflit autour de Notre-Dame-des-Landes.